# Loka pri Framu
Loka pri Framu – wieś w Słowenii, w gminie Rače-Fram. W 2018 roku liczyła 158 mieszkańców.